# Jadacaquiva
Jadacaquiva es un pueblo que se encuentra en la península de Paraguaná. Parroquia civil del municipio Falcón, estado Falcón en Venezuela.

## Historia

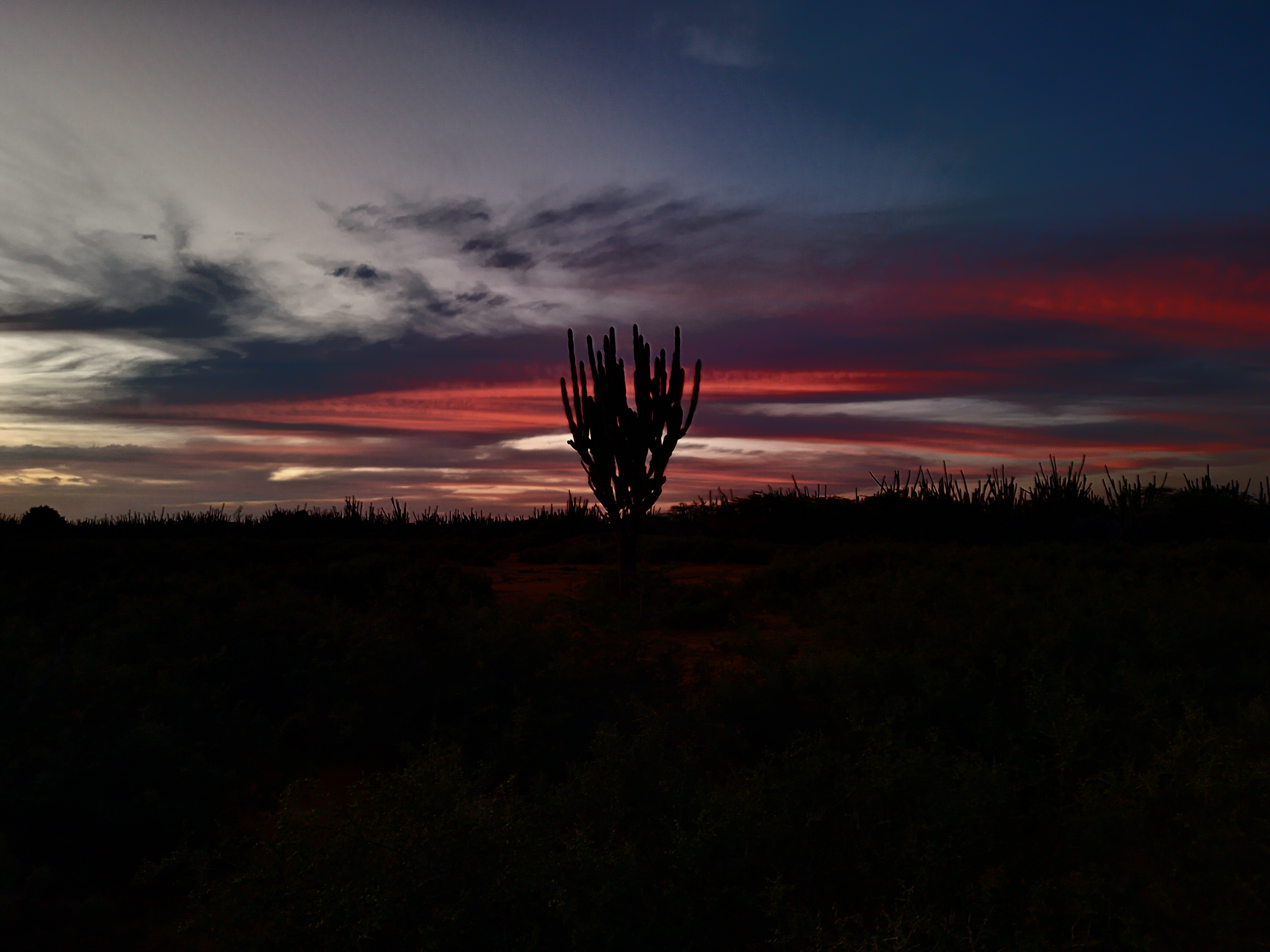
Atardecer en Jadacaquiva, Paraguaná.

Jadacaquiva se formó en tierra comprada a fines del siglo XVI por Don Alonso Arias Vaca. En su libro Historia de la Tenencia Territorial de Paraguaná del Prof. Carlos González Batista, dos fechas del mismo mes pero de diferentes años, recuerdan aspectos interesantes sobre el rumbo económico y manejo de administrativo de esta propiedad; por una parte el 15 de diciembre de 1636, Baltazar Gonzalez de Lira vende por setenta y cinco pesos de plata a Duarte Fernández Taborda la mitad de las Sabanas de Jadacaquiva.Por la otra, el 15 de diciembre de 1728, los vecinos aderechados en la Posesión Comunera de Jadacaquiva fijan su valor en 700 pesos, las condiciones de uso y el deber de prevalecer el consentimiento común en la gestión de la propiedad. 
El pueblo, constituido a finales del siglo XVIII, fue erigido en curato a instancias del obispo de Mérida, Monseñor Rafael Lasso de la Vega en 1819. Un año más tarde, nacía en el hato de Tabe, cercano a esta población, el futuro mariscal y Presidente de la República Juan Crisóstomo Falcón, líder del federalismo venezolano.
La construcción de la iglesia de Jadacaquiva obedece a una manda testamental de Don Diego Laguna, ejecutada por sus herederos Don Alejandro y Doña Rosa de Quevedo Villegas en 1749. El 27 de marzo de 1749, según lo indica una vieja tabla grabada en su interior, se culmina la construcción. El campanario está separado de la iglesia, es de estilo antillano posiblemente de ascendencia curazoleña. Se cree que en la construcción de la obra intervinieron albañiles holandeses, por los elementos hebreos que ostenta, como es el caso de la estrella de David en alto relieve.
El 7 de diciembre de 2012, se inauguró en este templo el Museo Diocesano Inmaculada Concepción de Jadacaquiva, en donde se preserva un interesante y representativo conjunto de imágenes religiosas coloniales y piezas litúrgicas.

## Población
En 1773 el obispo Mariano Martí fue de visita a Jadacaquiva y contabilizó 48 casas y 395 habitantes.
El último censo del que se poseen datos confiables es el de 1990 el cual señala que Jadacaquiva tenía 153 viviendas con 584 habitantes. Fue capital de municipio, cuya población total ascendía a 3.372 habitantes en 1960, de los que 495 estaban en la capital del municipio. Como sucedió en otras poblaciones de Falcón y en especial, de la península de Paraguaná, la población ha venido disminuyendo en los últimos tiempos, por la emigración hacia otras áreas de reciente desarrollo.